# Salvinia natans
Salvinie aquatique
Espèce
Statut de conservation UICN

 LC  : Préoccupation mineure
Salvinia natans, la Salvinie aquatique, est une espèce de petites fougères aquatiques de la famille des Salviniaceae. C'est une des rares fougères aquatiques flottantes.

## Description

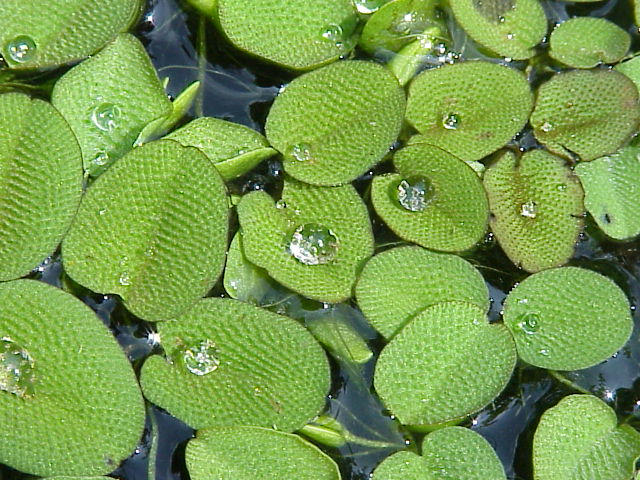
Fronde de Salvinia natans

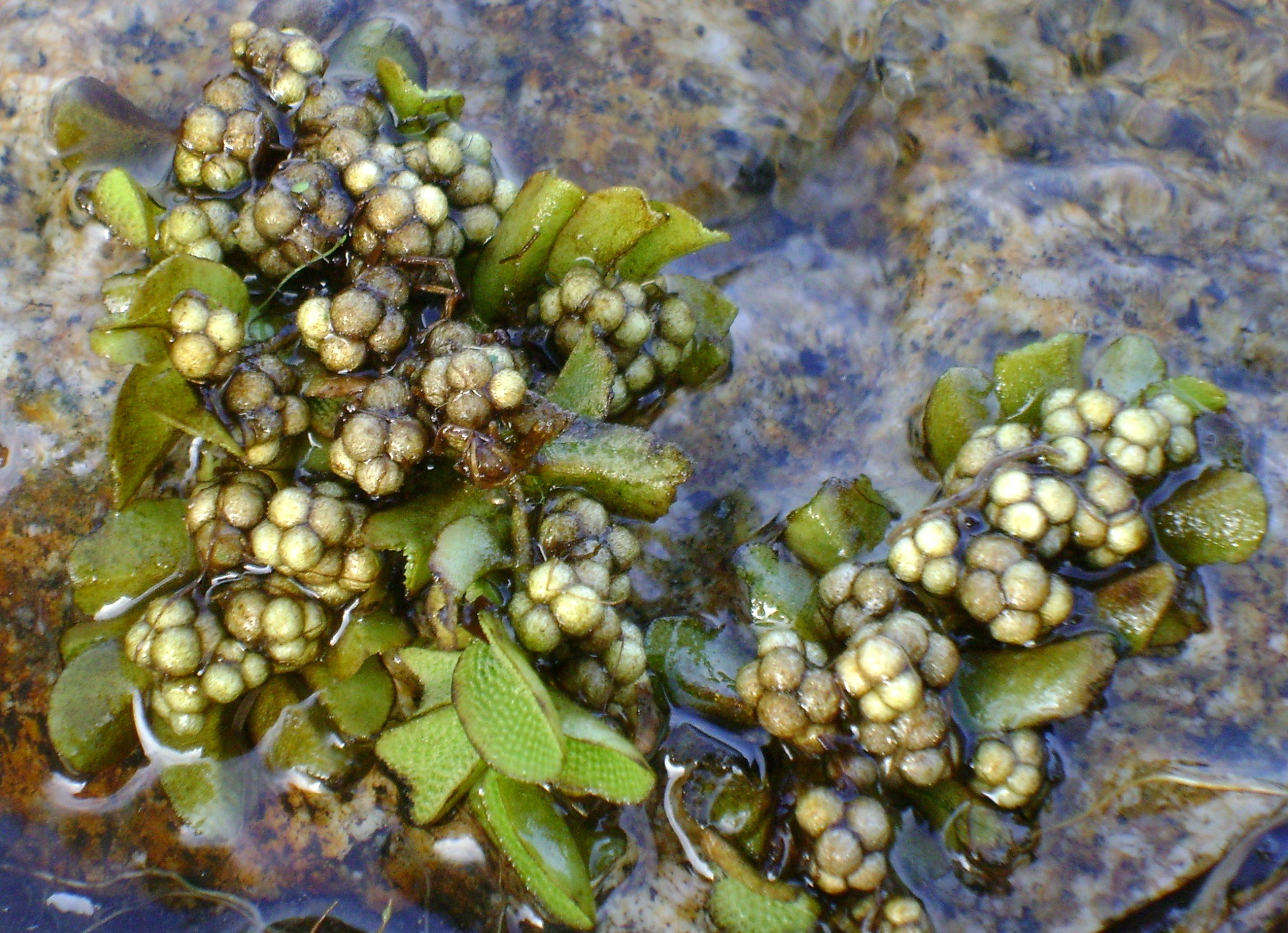
Sporocarpes

### Appareil végétatif
Les frondes sont solidaires mais ne sont pas rattachées à un rhizome fixe, ainsi la plante se déplace au gré des courants. Les frondes mesurent environ 0,8 à 1,5 cm de largeur et 1,5 cm de longueur, les plantes ne dépassent guère les 10 cm de long[réf. nécessaire] car le rhizome se fracture assez facilement, permettant ainsi à la plante de se reproduire par voie asexuée. Les petites frondes, oblongues et en position opposée le long de la tige, sont couvertes de petits poils hydrophobes, l'eau perle ainsi sur le feuillage. La plante développe de nombreuses racines aquatiques assez courtes afin de capter les nutriments présents dans l'eau.
Elle se reproduit quasiment uniquement par reproduction asexuée[réf. nécessaire]. Elle est capable de croitre extrêmement rapidement, débutant à partir de petits fragments et doublant en population en très peu de jours, avec pour résultat le recouvrement de mares, réservoirs et lacs par un véritable tapis flottant. Ce tapis empêche la lumière solaire d'atteindre d'autres organismes photosynthétiques comme les algues qui oxygènent l'eau et provoque un appauvrissement du milieu.

## Appareil reproducteur
Cette fougère se reproduit grâce à des sporocarpes.

## Répartition et habitat

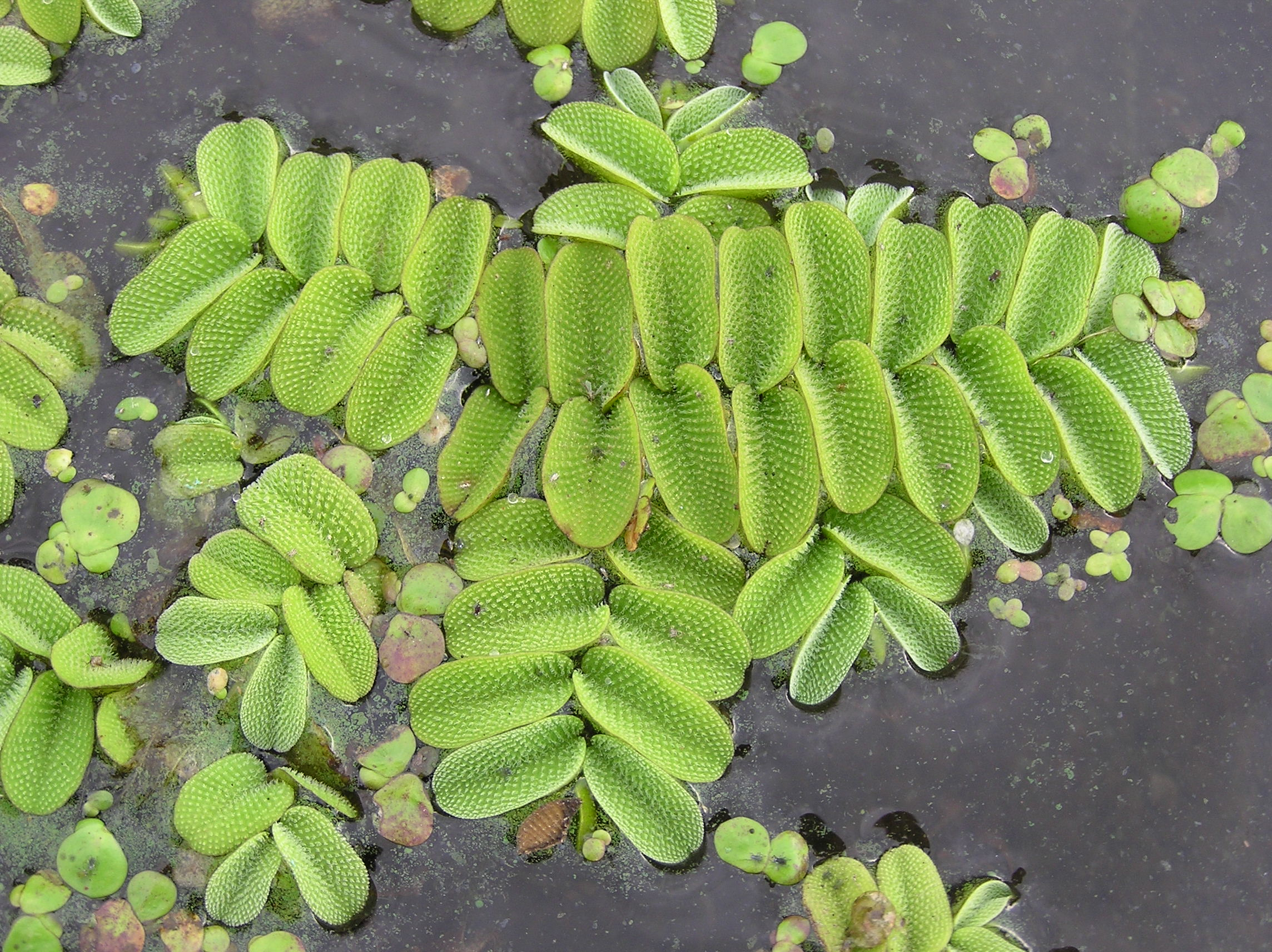
Salvinia natans près de Volgograd

Comme toutes les plantes flottantes, les salvinia apprécient les plans d'eau très bien exposées, riches en nutriments et avec peu ou pas de courant.
Sa zone de répartition va de l'Afrique du Nord et de l'Europe méridionale à l'Asie.

## Utilisations
Cette salvinia est très appréciée des aquariophiles car elle offre un refuge pour certaines pontes de poissons, celles des combattants du Siam (Betta splendens) par exemple. Elle possède de plus un fort pouvoir oxygénant[réf. nécessaire]. Néanmoins elle est à réserver pour de grands volume où l'on pourra gérer efficacement sa prolifération. On associe souvent dans les aquariums la fougère aquatique salvinie avec d'autres espèces flottantes comme la petite lentille d'eau lemna minor, la laitue d'eau pistie et l'azolle.